# André Chamson
André Chamson, född den 6 juni 1900 i Nimes, Gard, död den 9 november 1983 i Paris,  var en fransk arkivarie, romanförfattare och essäist.

## Biografi
Efter att ha studerat vid École des Chartes fick han examen som paleograf 1924. Han arbetade före andra världskriget som museiintendent och startade tidskriften Vendredi, för vilken han också var redaktör.
Efter kriget var han konservator vid Musée du Petit Palais och redaktionsmedlem för tidskriften Europé.  År 1959 utsågs han till chef för franska riksarkivet, en post som han höll fram till 1971.
År 1956 valdes han in i Franska akademin som efterträdare till Ernest Seillière och 1958 utsågs han till ansvarig för Académie des Jeux floraux.
Som författare slog Chamson igenom med en rad hembygdsskildringar från Cevennerna i vilka han förhärligar bergsbon och bonden med motiv från motståndsrörelsen under andra världskriget. 
I hans senare verk hade perspektivet vidgats och i centrum för hans intresse stod europeiska problem och vad han såg som faran i en latent fascism.
Chamson dog i Paris 1983 och är begravd nära Pic de Barette i Valleraugue, med utsikt över Taleyrac-dalen.